# Порша (Арканзас)
Порша (англ. Portia) — місто (англ. town) в США, в окрузі Лоуренс штату Арканзас. Населення — 424 особи (2020).

## Географія
Порша розташована за координатами 36°5′6″ пн. ш. 91°4′16″ зх. д. / 36.08500° пн. ш. 91.07111° зх. д. (36.084886, -91.071124).  За даними Бюро перепису населення США в 2010 році місто мало площу 3,34 км², уся площа — суходіл.

## Демографія
Згідно з переписом 2010 року, у місті мешкало 437 осіб у 201 домогосподарстві у складі 127 родин. Густота населення становила 131 особа/км².  Було 226 помешкань (68/км²). 
Расовий склад населення:
| - 98,9 % — білих |

До двох чи більше рас належало 1,1 %. Іспаномовні складали 0,7 % від усіх жителів.
За віковим діапазоном населення розподілялося таким чином: 14,6 % — особи молодші 18 років, 64,3 % — особи у віці 18—64 років, 21,1 % — особи у віці 65 років та старші. Медіана віку мешканця становила 46,8 року. На 100 осіб жіночої статі у місті припадало 79,8 чоловіків;  на 100 жінок у віці від 18 років та старших — 82,8 чоловіків також старших 18 років.
Середній дохід на одне домашнє господарство  становив 33 735 доларів США (медіана — 24 625), а середній дохід на одну сім'ю — 44 165 доларів (медіана — 38 000). За межею бідності перебувало 27,9 % осіб, у тому числі 20,5 % дітей у віці до 18 років та 38,1 % осіб у віці 65 років та старших.
Цивільне працевлаштоване населення становило 230 осіб. Основні галузі зайнятості: транспорт — 17,8 %, освіта, охорона здоров'я та соціальна допомога — 17,4 %, роздрібна торгівля — 13,9 %.